# Eta Crucis
Eta Crucis (η Crucis, förkortat Eta Cru, η Cru) som är stjärnans Bayerbeteckning, är en ensam stjärna belägen i den sydvästra delen av stjärnbilden Södra korset. Den har en skenbar magnitud på 4,14 och är synlig för blotta ögat där ljusföroreningar ej förekommer. Baserat på parallaxmätning inom Hipparcosuppdraget på ca 50,6 mas, beräknas den befinna sig på ett avstånd på ca 64 ljusår (ca 20 parsek) från solen. Stjärnan hade dess kortaste distans till solen för omkring 1,6 miljoner år sedan då den uppnådde perihelion på ett avstånd av ca 26 ljusår.

## Egenskaper
Eta Crucis är en gul till vit stjärna i huvudserien av spektralklass F2 V. Den har en radie som är ca 30 procent större än solens och utsänder från dess fotosfär ca 7 gånger mera energi än solen vid en effektiv temperatur av ca 7 000 K. Observationer av stjärnan med Spitzerteleskopet visar ett statistiskt signifikant överskott av infraröd strålning med en våglängd på 70 μm. Detta tyder på närvaro av en omgivande stoftskiva med en temperatur under 70 K.
Eta Crucis har två visuella följeslagare: Eta Crucis B av magnitud 11,80 med en vinkelseparation på 48,30 bågsekunder vid en positionsvinkel av 300° år 2010 och Eta Crucis C av magnitud 12,16 och ligger vid en vinkelseparation på 35,50 bågsekunder vid en positionsvinkel av 194° från år 2000.